# Stiepanowskoje (obwód wołogodzki)
Stiepanowskoje  (ros. Степановское) – wieś w Rosji, w rejonie mieżdurieczeńskim obwodu wołogodzkiego. W 2002 r. liczyła 10 mieszkańców, a w 2010 r. była niezamieszkana.